# Occidentali’s Karma
«Occidentali’s Karma» (с итал. — «Карма жителя Запада») — песня итальянского исполнителя Франческо Габбани, представляющая страну на конкурсе песни Евровидение 2017.

## Информация о песне
По словам Франческо Габбани текст песни представляет собой иронию над жителями западных стран, которые считают, что они могут адаптировать под себя восточную культуру и наделить её западными чертами. В песне упоминаются элементы индийских религий — Будда и нирвана, а также теория эволюции и происхождение человека от обезьяны, почерпнутая певцом из книги «Голая обезьяна» британского зоолога Десмонда Морриса. В интервью изданию La Repubblica Десмонд Моррис хорошо отозвался о «ясной и причудливой ссылке на теорию», описанную им самим, и о «меткости и изящности текста», сравнив его с творчеством Боба Дилана и Джона Леннона; Моррис также добавил, что желает Габбани победы на Евровидении. В начале песни идёт отсылка на произведение Уильяма Шекспира «Гамлет». Использование апострофа в названии и припеве песни является продолжением критики англизации итальянского языка; изначально название песни было на латыни — «Occidentalis Karma». Для выступления на Евровидении песню пришлось изменить поскольку длительность песни на конкурсе не должна превышать три минуты, также из текста убрали упоминание торговой марки «Chanel».
Видеоклип к песне был снят Габриэле Лючетти. 12 февраля видеоклип на Vevo достиг 4353802 просмотров, тем самым установив рекорд по количеству просмотров итальянского видео за один день на этом сервисе.. Во время эфира телепрограммы Standing Ovation Франческо Габбани заявил, что на Евровидении будет по-прежнему исполнять песню на итальянском языке. 24 апреля видеоклип на Vevo достиг ста миллионов просмотров, став первой песней Евровидения, которая перешагнула этот порог.

## Конкурсные выступления
11 декабря 2016 года было объявлено, что Франческо Габбани выступит в секции campioni («чемпионы») на Фестивале Сан-Ремо 2017. Премьерное выступление Габбани с песней «Occidentali’s Karma» состоялось 8 февраля, в нём участвовал хореограф Филиппо Ранальди, поставивший танец в костюме обезьяны, отражающий тематику песни и отсылку на книгу «Голая обезьяна». 11 февраля было объявлено, что Габбани стал победителем фестиваля и получил право представлять страну на Евровидении 2017.

## Список композиций
| №  | Название              | Длительность |
| -- | --------------------- | ------------ |
| 1. | «Occidentali’s Karma» | 3:37         |

| №  | Название                                     | Длительность |
| -- | -------------------------------------------- | ------------ |
| 1. | «Occidentali’s Karma (original version)»     |              |
| 2. | «Occidentali’s Karma (instrumental version)» |              |

## Позиции в чартах
Песня дебютировала на первой строке итальянского хит-парада FIMI Top Digital, за первую неделю по итогам продаж сингл достиг статуса Золотого, став самым быстро продаваемым синглом в Италии.
| Чарт (2017)                                | Наивысшая позиция |
| ------------------------------------------ | ----------------- |
| Бельгия/Фландрия (Ultratip Bubbling Under) | 19                |
| Euro Digital Songs                         | 10                |
| Италия (FIMI)                              | 1                 |
| RTV                                        | 1                 |
| Швейцария (Schweizer Hitparade)            | 25                |

## Сертификации
| Регион                                                                      | Сертификация  | Продажи |
| --------------------------------------------------------------------------- | ------------- | ------- |
| Италия (FIMI)                                                               | 2× Платиновый | 100 000 |
| Данные о продажах + прослушиваниях приведены только на основе сертификации. |               |         |

## Хронология издания
| Страна | Дата            | Формат               | Лейбл                 |
| ------ | --------------- | -------------------- | --------------------- |
| Мир    | 10 февраля 2017 | цифровая дистрибуция | BMG Rights Management |